# Emma Guerrieri Gonzaga

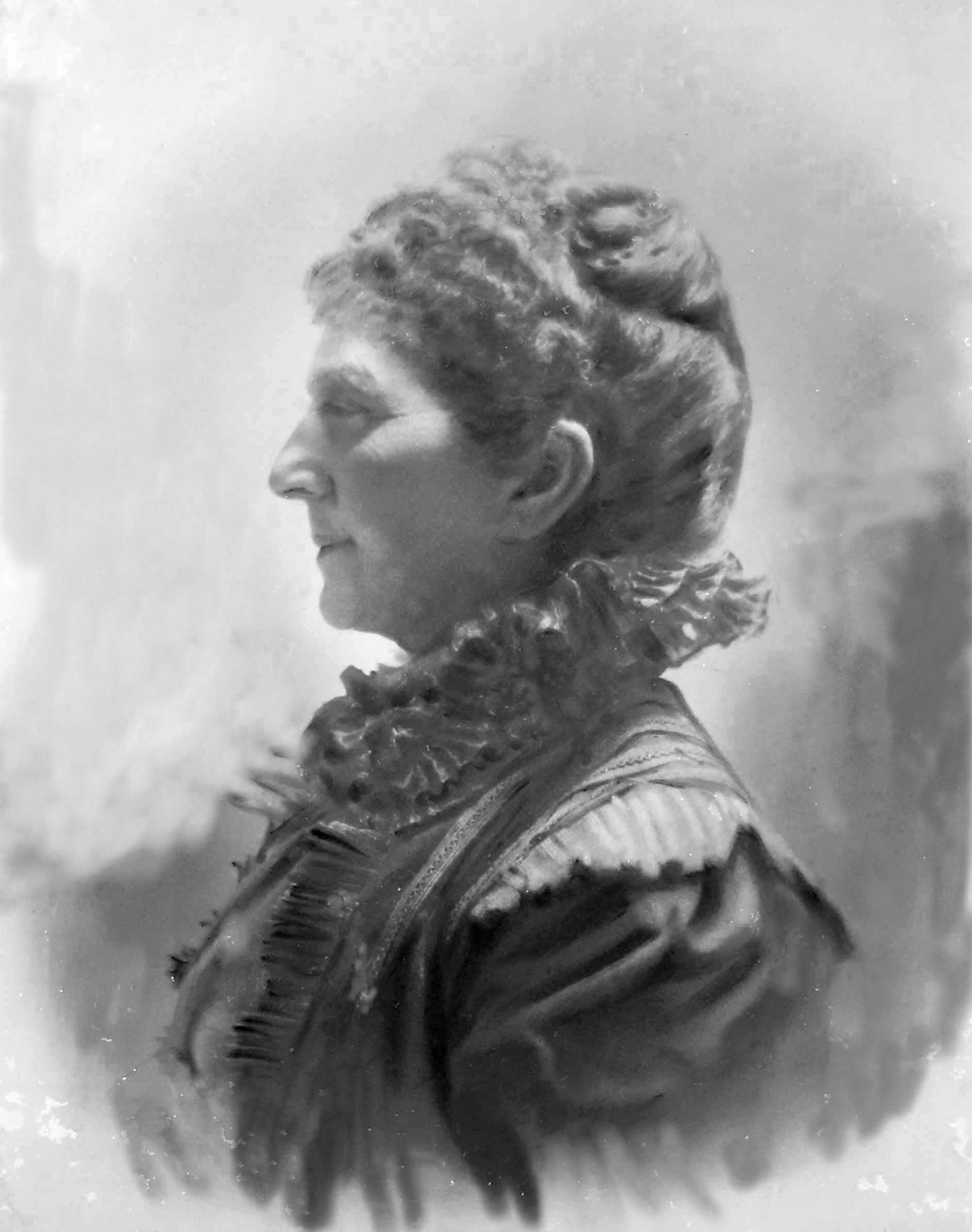
Emma Julia Hohenemser

Emma Therese Julie Clara Guerrieri Gonzaga, geborene Emma Julia Hohenemser  (* 11. Dezember 1835 in Mannheim; † 29. Dezember 1900 in Rom) war eine deutsche Pädagogin und Förderin von Bildungs- und Erziehungsinstitutionen, der Fröbelpädagogik und der Frauenbildung. Sie war Mitarbeiterin und Freundin von Fröbels Großnichte Henriette Schrader-Breymann.

## Biografie
Emma Julia Hohenemser engagierte sich schon früh als Förderin von Bildungs- und Erziehungsinstitutionen, der Fröbelpädagogik und der Frauenbildung. Nach ihrer Heirat mit dem italienischen Patrioten Marchese Carlo Guerrieri Gonzaga 1866 setzte sie ihre Arbeit als Pädagogin in Italien fort.

### In Deutschland
Emma Julia Hohenemser stammte aus einer wohlhabenden und einflussreichen jüdischen Bankiersfamilie, die in Mannheim ansässig war und die Familienbande mit der finanziellen Elite in Deutschland und Europa hatte.
Schon früh zeigte Emma lebhaftes Interesse für Geschehnisse der europäischen Politik, wobei sie sicherlich durch Begegnungen und Diskussionen beeinflusst war, die im Salon ihrer Mutter, Sophie Löwengard Hohenemser, stattfanden.

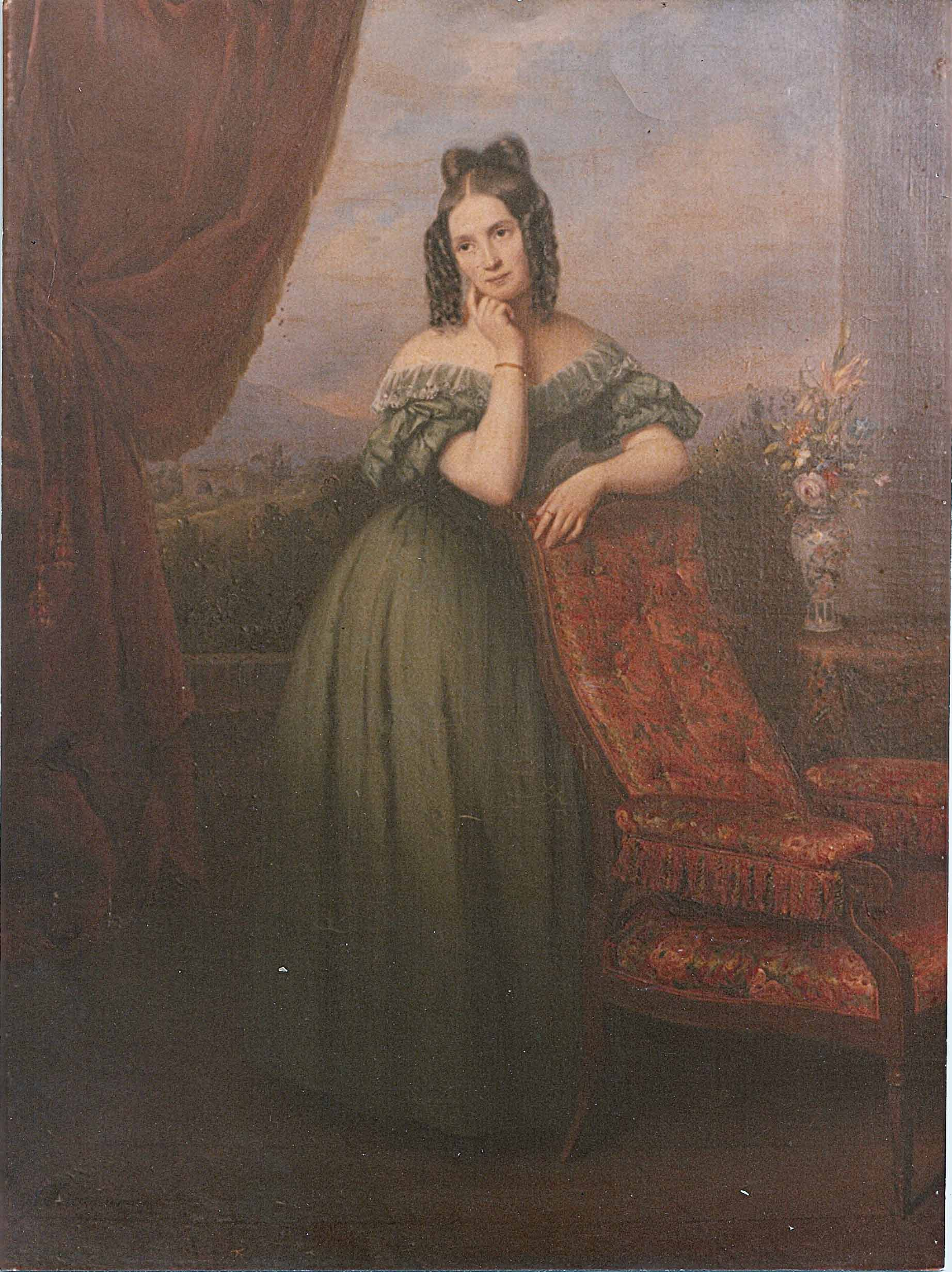
Sophie Löwengard Hohenemser, die Mutter von Emma Julia

Sophie gehörte zur intellektuellen Elite des Landes und war der revolutionären Bewegung und deren Vertretern in der Frankfurter Nationalversammlung verbunden. Da Sophie 1848 in die Badische Revolution involviert war, musste sie mit ihren jüngsten Kindern in die Schweiz fliehen, wo sie in Genf im Exil lebte.
Dort traf Emma einen anderen Flüchtling und, wie sie selbst, glühenden Verehrer Giuseppe Garibaldis: ihren zukünftigen Mann Carlo Guerrieri Gonzaga (1827–1913). Er und sein Bruder Anselmo hatten an den italienischen Freiheitskämpfen teilgenommen und waren Überlebende der „Fünf Tage von Mailand“.
Vor ihrer Heirat und der späteren Übersiedelung nach Italien kehrte Emma nach Deutschland zurück, um als Lehrerin mit der Pädagogin Henriette Schrader-Breymann in deren Schule in Watzum-Wolfenbüttel zusammenzuarbeiten.
H. Schrader-Breymann war die Großnichte Friedrich Fröbels und Gründerin des Pestalozzi-Fröbel-Hauses in Berlin.
Diese Zusammenarbeit, in die auch die Mutter Sofia eingebunden war, entstand aus der engen Freundschaft, die die beiden nicht nur mit H. Schrader-Breymann, sondern auch mit anderen intellektuellen deutschen Frauen, beispielsweise Bertha von Marenholtz-Bülow und Malwida von Meysenbug, verband.
Es waren diese charakterlich und intellektuell starken Frauen die einen, sowohl theoretisch als auch praktisch, wichtigen Anteil an der liberalen revolutionären Bewegung von 1848 hatten.
In deren idealistischem Programm spielte die frühkindliche Erziehung eine große Rolle: Es ging dabei um die Entwicklung von Kindergärten und Kinderheimen sowie um Reformen zur Verbesserung der Fürsorge und der ärztlichen Versorgung von Kindern aus ärmeren Bevölkerungsschichten, mit dem Ziel, durch bessere Verhältnisse eine ’’“Versöhnung der Klassen”’’ zu erreichen.

### In Italien
Die Eheleute Emma und Carlo Guerrieri Gonzaga ließen sich zunächst in Florenz nieder, der damaligen vorläufigen Hauptstadt des Königreichs Italien. Hier wurden die drei Kinder Luigi, Maria und Sofia geboren. Im Jahr 1875 siedelte die Familie zum ersten Mal nach Rom über, kehrte aber fünf Jahre später wieder nach Florenz zurück. Im Dezember 1883 wurde Carlo zum Senator des italienischen Königreiches ernannt, was einen erneuten und endgültigen Umzug der Familie nach Rom erforderte. Die Familie Guerrieri Gonzaga verbrachte lediglich die Ferien in ihrem Landsitz in der Nähe von Mantua. Auch die Fortschritte der Landbaureformen, die Carlo als Anhänger der Ideen von Cavour begonnen hatte dort umzusetzen, mussten überwacht werden und erforderten so seine Anwesenheit.
Wo immer Emma und Carlo sich auch niederließen, sie fanden sofort Zugang zu kulturellen Kreisen und waren dadurch mit den wichtigsten intellektuellen Köpfen Italiens verbunden, aber auch mit vielen Deutsch-Italienern, die sich in Florenz und Rom angesiedelt hatten. Bekanntschaften entwickelten sich so zu intensiven Freundschaften, so mit Karl Hillebrand, mit der Witwe des Komponisten Robert Schumann, Clara, und deren Tochter Elise, mit der Dichterin Mathilde Blind, den Malern Sabine und Reinhold Lepsius. Die Verbindung mit den Familien Hildebrand, mit den Brewsters und den Wagners, mit deren Kindern und Enkeln sollte nie abreißen.
Mindestens so groß war der italienische Freundeskreis. Hervorzuheben ist dabei die Florentinerin Emilia Peruzzi Toscanelli, die in ihrem berühmten „Roten Salon“ die Elite der Halbinsel empfing.
Emma setzte ihr pädagogisches Engagement auch nach ihrer Übersiedlung nach Italien fort.
Von Florenz aus konnte sie 1873 ihre Kontakte zu wichtigen Persönlichkeiten nutzen. Sie setzte sich für die Realisierung von Kindergärten ein und gründete zu dem Zweck ein Aktionskomitee mit engagierten Mitgliedern und sich selbst als Vorsitzender. Die Initiative hatte Erfolg. Gegründet wurde der erste Kindergarten in Italien, zu dem auch Kinder aus ärmeren Familien Zugang hatten. In weiser Voraussicht und um dem „Unternehmen Kindergarten“ zu einem erfolgreichen Start zu verhelfen band sie auch ihre besten politischen Freunde mit ein: Etwa den späteren Premierminister des Königreiches, Baron Costantino Sidney Sonnino, den späteren Erziehungsminister Pasquale Villari, und Ubaldino Peruzzi, einen ehemaligen Minister, zu ihrer Zeit Bürgermeister von Florenz.
Der Reifeprozess, den Emma Julia unter anderem durch ihre Erfahrungen auf pädagogischem Felde durchgemacht hatte, lässt sich auch in ihrem Briefwechsel mit Friedrich Nietzsche nachvollziehen. Maria Guerrieri Gonzaga setzte sich als treue und unermüdliche Mitarbeiterin ihrer Freundin, der Pädagogin Maria Montessori, für die Entwicklung der frühkindlichen Erziehung ein. Maria Montessori war regelmäßiger Gast der Familie Guerrieri Gonzaga. Sie besuchte sie nach ihren Reisen sowohl auf dem Landsitz in Palidano als auch in Rom. Emmas Tochter Maria förderte die Krankenhausreform und gründete die erste Ausbildungsstätte für Krankenschwestern in Italien, deren Leitung sie einer Schülerin von Florence Nightingale anvertraute.
Auch Emmas Nichte Ida Hohenemser, Tochter des Bruders Wilhelm, der während der Badischen Revolution 1848 am Heckerzug teilgenommen hatte, war Mitarbeiterin von Maria Montessori.
Ida Hohenemser lebte ca. 15 Jahre bei der Familie Guerrieri Gonzaga, war zeitweilig Assistentin von Maria Montessori und übersetzte deren pädagogische Schriften ins Deutsche, die 1926 in Stuttgart veröffentlicht wurden. Um 1913/14 kehrte Ida nach Deutschland zurück und gründete in ihrem Haus in Meiningen/Thüringen einen Montessori-Kindergarten.